# Thymbritis molybdias
Thymbritis molybdias är en fjärilsart som beskrevs av Edward Meyrick 1910. Thymbritis molybdias ingår i släktet Thymbritis och familjen Lecithoceridae. Inga underarter finns listade i Catalogue of Life.